# ナヴォイ州
座標: 北緯42度0分 東経64度15分 / 北緯42.000度 東経64.250度
ナヴォイ州（ウズベク語: Navoiy viloyati、ロシア語: Навоийская область）は、ウズベキスタンの地方行政区画。ウズベキスタン北西部に位置し、サマルカンド州、ブハラ州、カラカルパクスタン共和国のほか、カザフスタンに隣接する。面積の大半は、キズィルクム沙漠であり、ウズベキスタンの行政区画の中では、カラカルパクスタン共和国に次ぐ面積を有する。

## 概要
ナヴォイ州は8つの地区に分けられる。州都ナヴォイ（人口12.8万人）のほか、主要都市として、キズィルテパ、ヌラタ、ウチュクドゥク、ザラフシャン、ヤンギラーバードがある。
気候は典型的な大陸性気候である。主要な農業生産物は綿花であり、カラクル羊の飼育も行われている。
石油、天然ガス、貴金属などの天然資源を産出し、ナヴォイ鉱山、ザラフシャン鉱山、ムルンタウのムルンタウ金鉱床（ナヴォイ鉱山精錬コンビナート）では世界で最も純度の高い金を産出する。工業部門は、鉱業や化学製品の製造に依存している。

## 地方行政区画

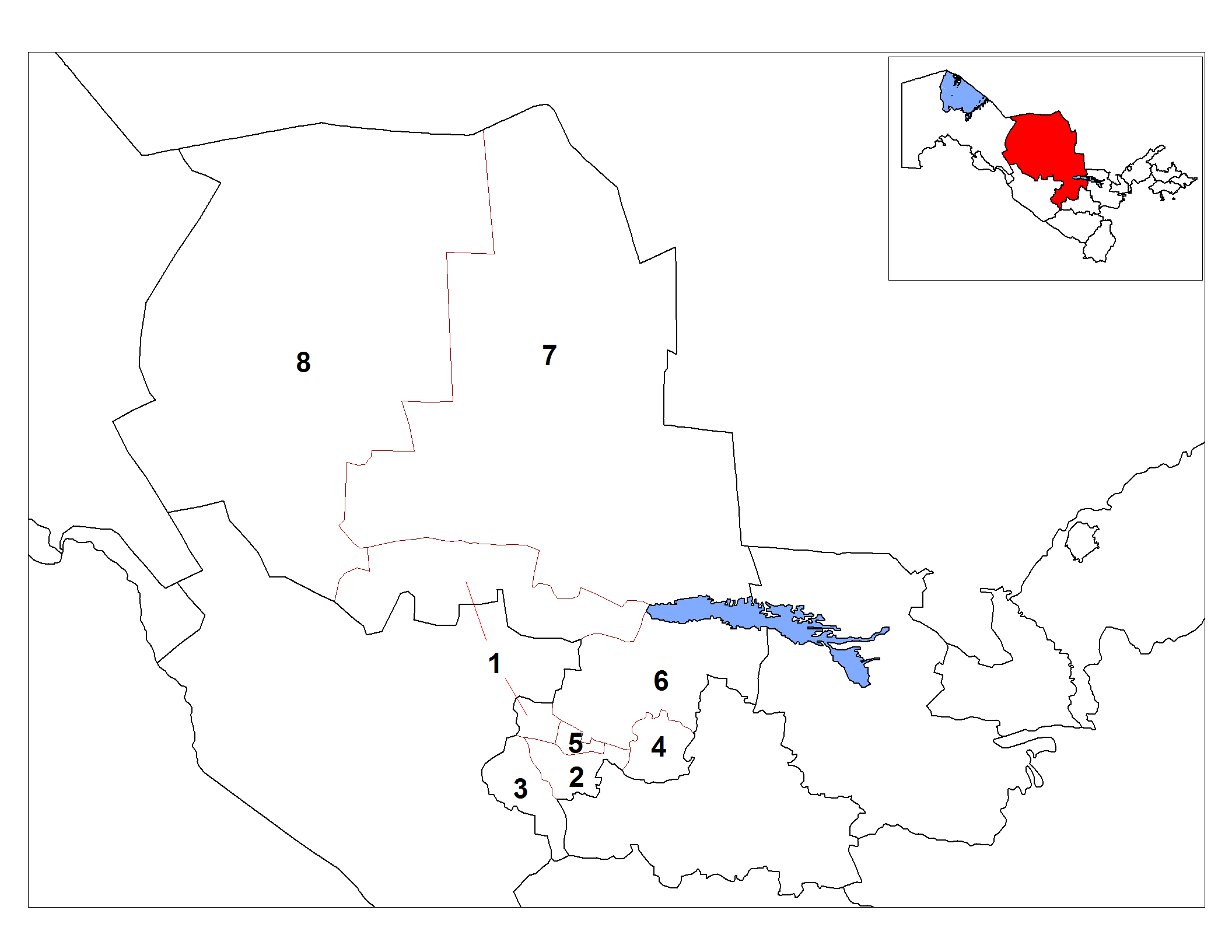
ナヴォイ州の地方行政区画

|   | 地区名             | ウズベク語表記 | 行政機関所在地   | ウズベク語表記 |
| - | ------------------ | -------------- | ---------------- | -------------- |
| 1 | カニメフ地区       | Konimex        | カニメフ         | Konimex        |
| 2 | カルマナ地区       | Karmana        | カルマナ         | Karmana        |
| 3 | キズィルテパ地区   | Qiziltepa      | キズィルテパ     | Qiziltepa      |
| 4 | ハティルチ地区     | Xatirchi       | ヤンギラーバード | Yangirabod     |
| 5 | ナフバホール地区   | Navbahor       | ベシュラバード   | Beshrabod      |
| 6 | ヌラタ地区         | Nurota         | ヌラタ           | Nurota         |
| 7 | タムディ地区       | Tomdi          | タムディブラク   | Tomdibuloq     |
| 8 | ウチュクドゥク地区 | Uchquduq       | ウチュクドゥク   | Uchquduq       |

## 主要都市
- ナヴォイ (Navoiy)
- ザラフシャン (Zarafshon)
- ウチュクドゥク (Uchquduq)
- ヌラタ (Nurota)
- キズィルテパ (Qiziltepa)